# Macedonio Melloni
Macedonio Melloni (né à Parme le 11 avril 1798, mort à Porticile 11 août 1854), est un physicien et patriote italien.

## Biographie
Après les premières études auprès de l'Académie des beaux-arts de Parme et avec une bagage d'études privées en mathématiques et en physique, Melloni se rend à Paris pour apprendre l'art de la gravure et il suit aussi, de manière informelle, un certain nombre de conférences à l'École polytechnique. Nommé professeur de physique théorique et pratique à l'Université de Parme en 1824, en 1830, il est contraint à l'exil à Florence pour avoir publiquement exprimé sa satisfaction pour le renversement de Charles X à Paris. Après un bref retour à Parme, il s'enfuit à Genève et encore à Paris, où il développe ses recherches sur les radiations thermiques, très appréciées par Michael Faraday.
Il enseigne à Dole, puis à Paris. Il retourne en Italie en 1837, grâce aux faveurs de Alexander von Humboldt et de François Arago. En 1839, Ferdinand II le nomme professeur de physique à Naples, et directeur du Conservatoire des arts et métiers, et à partir de 1847 de l'observatoire du Vésuve.
Destitué de toutes ses charges à la suite de sa participation au soulèvements de 1848, il meurt du choléra dans sa maison de Portici en 1854 et fut enterré à Naples dans le cimetière des morts par choléra de Barra.

## Résultats scientifiques
Sa réputation est liée à ses études sur la chaleur rayonnante (rayonnement infrarouge), qu'il débute en 1831 avec Leopoldo Nobili. Il conçoit pour atteindre cet objectif un « thermomultiplicateur », une combinaison de piles thermoélectriques et galvanomètre. Il démontre que la chaleur rayonnante a les mêmes propriétés que la lumière, et il en étudie, entre autres, le phénomène de réflexion réfraction et polarisation. En 1834, il reçoit la médaille Rumford de la Royal Society, dont il devient un membre étranger en 1839.

## Distinctions
- Médaille Rumford (1834)
- : il est fait Chevalier de l'Ordre Pour le Mérite (classe de paix) en 1842

## Œuvre de Macedonio Melloni
- M. Melloni, Carteggio (1819-1854), édité par Schettino, Florence, Leo S. Olschki (1994),  (ISBN 88-222-4274-2).
- Macedonio Melloni, Relazione intorno al dagherrotipo, letta alla R. Accademia delle scienze nella tornata del 12 novembre 1839 (Lire en ligne)

## Sources
- (it) Cet article est partiellement ou en totalité issu de l’article de Wikipédia en italien intitulé « Macedonio Melloni » (voir la liste des auteurs).